# Pionus
Pionus Wagler, 1832 è un genere di uccelli della famiglia degli Psittacidi.

## Descrizione
Sono uccelli dal corpo compatto e solido, con coda corta e a spatola, con taglia variabile da specie a specie, dai 24 ai 30 cm, privi di dimorfismo sessuale. Sono uccelli dal carattere docile e sensibile, resistenti e frugali, ottimi animali da compagnia, se allevati a mano.

## Tassonomia
Comprende le seguenti specie:
- Pionus chalcopterus (Fraser, 1841) - pappagallo alibronzate
- Pionus fuscus (Müller, 1776) - pappagallo fosco
- Pionus maximiliani (Kuhl, 1820) - pappagallo testasquamata
- Pionus menstruus (Linnaeus, 1766) - pappagallo testablu
- Pionus senilis (Spix, 1824) - pappagallo corona bianca
- Pionus seniloides (Massena & Souancé, 1854) - pappagallo testabianca
- Pionus sordidus (Linnaeus, 1758) - pappagallo beccocorallino
- Pionus tumultuosus (Tschudi, 1844) - pappagallo corona di prugna